# Anderson Cooper

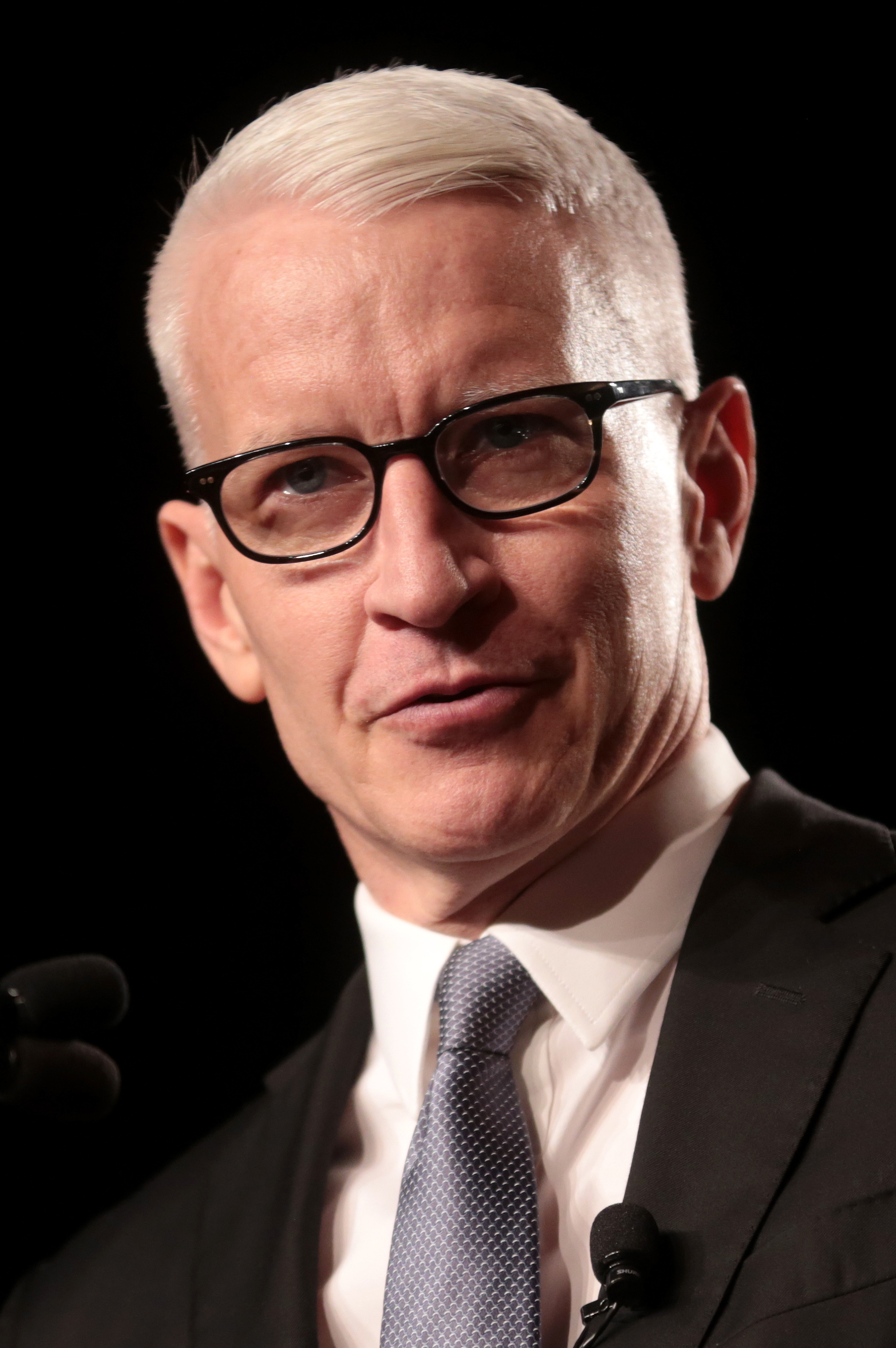
Anderson Cooper (2018)

Anderson Hays Cooper (* 3. Juni 1967 in New York) ist ein US-amerikanischer Journalist und Autor. Er moderiert die Fernsehsendungen Anderson Cooper 360° und Anderson Cooper Full Circle auf CNN.

## Leben
Cooper wurde als jüngster Sohn von Wyatt Emory Cooper und der Millionenerbin Gloria Vanderbilt am 3. Juni 1967 in New York City geboren. Cooper ist Ur-Ur-Ur-Enkel von Cornelius Vanderbilt, der im 19. Jahrhundert im Schiffbau und Eisenbahngeschäft ein Vermögen von 185 Milliarden US-Dollar (in heutiger Kaufkraft) erwarb. Über die Linie seiner Mutter ist er mit dem Unionsgeneral Hugh Judson Kilpatrick verwandt. Bereits als Baby wurde er von Diane Arbus für die Zeitschrift Harper’s Bazaar fotografiert. Mit drei Jahren war er Gast in der Tonight Show am 17. September 1970, wo er mit seiner Mutter Gloria Vanderbilt erschien. Im Alter von zehn bis dreizehn Jahren war er als Modell für Ralph Lauren, Calvin Klein und Macy’s tätig. Nach seinem Schulabschluss mit 17 Jahren ging er nach Südafrika. Am 22. Juli 1988 beging Coopers älterer Bruder Carter Vanderbilt Cooper Selbstmord, indem er in New York City von der Dachterrasse seines Penthauses im 14. Stock sprang. Der Tod seines Bruders, den ihre Mutter mit der Einnahme von Salbutamol in Verbindung brachte, veranlasste Cooper, den Beruf des Journalisten zu ergreifen. Coopers Halbbrüder Leopold Stanislaus Stokowski (* 1950) und Christopher Stokowski (* 1952) stammen aus der ersten Ehe seiner Mutter mit Leopold Stokowski.
Nach seinem Aufenthalt in Südafrika studierte Cooper an der Yale University Politik und Internationale Beziehungen und schloss dieses 1989 ab. Während seiner Studienzeit arbeitete Cooper zwei Sommer lang als Praktikant bei der Central Intelligence Agency. Danach arbeitete er, auch ohne formelle journalistische Ausbildung, als Journalist. Zwischenzeitlich lebte er in den 1990er Jahren ein Jahr in Vietnam, wo er an der University of Hanoi die vietnamesische Sprache studierte. 1995 wurde Cooper Korrespondent für ABC News und stieg am 21. September 1999 als Co-Moderator in die Sendung World News Now ein. 2000 moderierte er die Sendung The Mole auf ABC. 2001 verließ er den Sender ABC und begann für CNN zu arbeiten, wo er zunächst gemeinsam mit Paula Zahn die Nachrichtensendung American Morning moderierte. 2002 wurde er Nachrichtensprecher für Wochenendnachrichtensendungen auf CNN. Seit 2002 ist er Gastgeber des Silvesterspecials von CNN am Times Square und seit dem 8. September 2003 Hauptmoderator der Sendung Anderson Cooper 360°. Daneben ist er seit 2006 als Korrespondent für das Nachrichtenmagazin 60 Minutes tätig. Für die Daily Show moderierte er 2009 die Parodie eines Fernsehduells zur Wahl des First Dog.
In der 2016 erschienenen Comicverfilmung Batman v Superman: Dawn of Justice von Zack Snyder hat er einen Cameo-Auftritt, in dem er sich selbst spielt, ebenso wie im Jahr zuvor erschienen Film Chappie von Neill Blomkamp.
Seit dem 16. Juli 2018 moderiert er für CNN, Anderson Cooper Full Circle wochentags ab 6:25 PM Eastern Time, auf Facebook Watch. Derzeit wird die Sendung jeweils am Montag, Dienstag und Freitag um 18h abends (ET) ausgestrahlt. Zudem moderiert er jeweils wochentags um 20h (ET) die Sendung Anderson Cooper 360°
Cooper lebt in einem ehemaligen Gebäude des New York Fire Department in Greenwich Village, Manhattan. Aus seiner Homosexualität macht er seit längerem kein Geheimnis mehr, während er früher Probleme für seine Karriere befürchtete. Am 30. April 2020 gab er bekannt, dass sein Sohn Wyatt Morgan Cooper von einer Leihmutter zur Welt gebracht wurde. Am 11. Februar 2022 gab Cooper in seiner Sendung "AC360" bei CNN bekannt, dass er zum zweiten Mal Vater geworden sei. Der zweite Sohn trägt den Namen Sebastian Luke Maisani.
Im 2022 erschienenen Film Black Panther: Wakanda Forever ist Anderson Cooper kurz in einer Nachrichtensendung als er selbst zu sehen.
2025 wurde Cooper zum Mitglied der American Academy of Arts and Sciences gewählt.

## Schriften
- Anderson Cooper: Dispatches from the Edge. A Memoir of War, Disasters, and Survival. HarperCollins, New York 2006, ISBN 0-06-113668-9.
- Anderson Cooper, Katherine Howe: The Rainbow Comes and Goes. A Mother and Son On Life, Love, and Loss. HarperCollins, New York 2016, ISBN 978-0-06-296461-8.
- Anderson Cooper: Vanderbilt: The Rise and Fall of an American Dynasty. HarperCollins, New York 2021, ISBN 978-0-06-296461-8.

## Preise und Auszeichnungen
Staatliche Ehrungen und Orden
- 2010: Knight of the National Order of Honour and Merit (höchster Verdienstorden des Staates Haiti), verliehen durch die Regierung für seine Berichterstattung über das Erdbeben in Haiti 2010[13]

Peabody Award
- 2005 – für seine Berichterstattung über Hurrikan Katrina[14][15]

Emmy Award (News & Documentary)
- 1997: für seinen Beitrag zur ABC-Berichterstattung über die Beerdigung von Prinzessin Diana – gewonnen[14][16]
- 2006: Outstanding Live Coverage of a Breaking News Story – Long Form (ATAS/NATAS) für seine Reportage über die Hungersnot in Niger in Anderson Cooper 360°: Starving in Plain Sight – gewonnen[17]
- 2006: Outstanding Feature Story in a Regularly Scheduled Newscast (ATAS/NATAS) für Anderson Cooper 360°: Charity Hospital – gewonnen[17]
- 2007: Outstanding Live Coverage of a Breaking News Story – Long Form (ATAS/NATAS) für Anderson Cooper 360°: Sago Mines – nominiert[18]
- 2007: Outstanding Individual Achievement in a Craft: Lighting Direction & Scenic Design (ATAS/NATAS) für Anderson Cooper 360°: High Rise Crash – nominiert[18]
- 2007: Outstanding Coverage of a Current Business News Story in a Regularly Scheduled Newscast (Business & Financial Reporting) für Anderson Cooper 360°: Black Market Infertility – nominiert
- 2008: Outstanding Feature Story in a Regularly Scheduled Newscast (ATAS/NATAS) für Anderson Cooper 360°: Unapproved Drugs – nominiert[19]
- 2008: Outstanding Investigative Journalism in a Regularly Scheduled Newscast (ATAS/NATAS) für Anderson Cooper 360°: Chicago Police Brutality – nominiert[19]
- 2011: Outstanding Coverage of a Breaking News Story in a Regularly Scheduled Newscast (ATAS/NATAS) für seine Nachrichtenberichterstattung unmittelbar nach dem Erdbeben in Haiti 2010 in Anderson Cooper 360°: Haiti in Ruins – gewonnen[20]
- 2011: Outstanding Live Coverage of a Current News Story – Long Form (ATAS/NATAS) für seinen darauf folgenden ausführlichen Reportage-Beitrag über das Erdbeben in Haiti 2010 in Anderson Cooper 360°: Crisis in Haiti – gewonnen[20]

Chicago International Film Festival
- Silver Plaque für seine Reportage aus Sarajevo über den andauernden Bosnienkrieg[21]

National Educational Film and Video Festival
- Bronze Award für seine Reportage über Islamismus[21]

Telly Awards
- 1993: Bronce Telly für seine Reportage über die Hungersnot in Somalia – gewonnen[14]

National Headliner Award
- 2005: Beste Berichterstattung über ein großes Nachrichtenereignis für seine Tsunami-Reportage „Wave of Destruction“ nach dem Erdbeben im Indischen Ozean 2004 in seiner Nachrichtensendung Anderson Cooper 360° – gewonnen[16][22][23]

GLAAD Media Award
- 2001: Herausragender Journalismus im Fernsehen für High School Hero, seinen Beitrag über den High-School-Schüler Corey Johnson im Nachrichtenmagazin 20/20 Downtown – gewonnen[24]
- 2013: Vito Russo Award – besondere Ehrung – außer Konkurrenz[25]

Out-Magazin
- 2008: Platz 3 der 50 Most Powerful Gay Men and Women in America[26]
- 2009: Platz 3 der 50 Most Powerful Gay Men and Women in America[26]